# GRAVITY ERROR
「GRAVITY ERROR」（グラヴィティ・エラー）は、日本の女性歌手、彩音の11枚目のシングル。2009年4月22日に5pb.Recordsより発売された。

## 概要
- 前作「Endless Tears...」以来21日振りとなるリリースであり、2009年2作目のシングル。
- 表題曲はPlayStation 2用ゲームソフト『トリガーハート エグゼリカ エンハンスド』のオープニングテーマに起用され、カップリング曲はPlayStation Portable用ゲームソフト『Memories Off ＃5 とぎれたフィルム』のオープニングテーマに起用されている[2]。
- 両曲とも本人の3枚目のオリジナルアルバム『Lyricallya Candles』に収録されている。

## 収録曲
| #         | タイトル                        | 作詞       | 作曲       | 編曲      | 時間  |
| --------- | ------------------------------- | ---------- | ---------- | --------- | ----- |
| 1.        | 「GRAVITY ERROR」               | 志倉千代丸 | 志倉千代丸 | 上野浩司  | 5:01  |
| 2.        | 「あの空の果てまで」            | 彩音       | Tatsh      | Tatsh     | 5:01  |
| 3.        | 「GRAVITY ERROR」(off vocal)    |            |            |           | 4:30  |
| 4.        | 「あの空の果てまで」(off vocal) |            |            |           | 4:49  |
| 合計時間: | 合計時間:                       | 合計時間:  | 合計時間:  | 合計時間: | 19:21 |